# Thomas Cueni

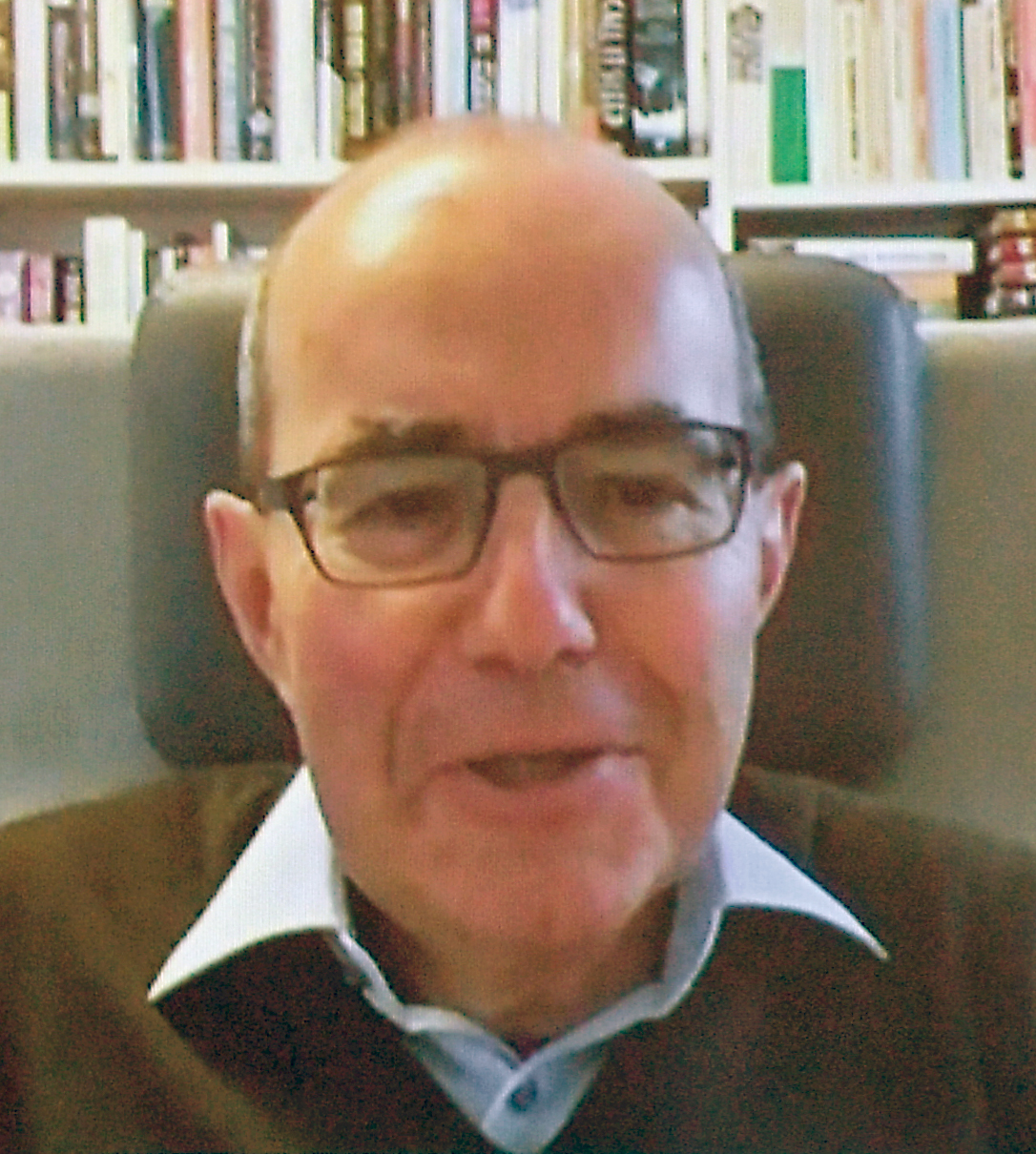
Thomas Cueni (2020)

Thomas Beat Cueni (* 1953; heimatberechtigt in Zwingen) ist ein Schweizer Lobbyist im Auftrag der Pharmaindustrie, ehemaliger Journalist und Diplomat. Von 1988 bis Anfang 2017 war der studierte Volkswirt Generalsekretär und Geschäftsführer der Interpharma, einer kleinen, aber mächtigen Interessenvertretung der «forschenden Pharmaunternehmen» der Schweiz. Unter Cuenis Leitung verlor die Pharmaindustrie keine wichtige Abstimmung im Parlament, d. h., er intervenierte erfolgreich in der Öffentlichkeit und in der Wandelhalle des Parlaments und beeinflusste die Abstimmungen im Sinne der Industrie. Von 2017 bis 2024 war er Generaldirektor des Weltpharmaverbands International Federation of Pharmaceutical Manufacturers and Associations (IFPMA).

## Werdegang
Cueni studierte Volkswirtschaftslehre an der Universität Basel (Diplom) und Politikwissenschaften an der London School of Economics and Political Science (M.Sc., 1981). Nach einigen Jahren als Journalist für die Basler Zeitung und den Bund in London wechselte Cueni 1983 in den diplomatischen Dienst und arbeitete in Wien (IAEA, UNIDO) und Paris (OECD) für das Eidgenössische Departement für auswärtige Angelegenheiten. 1988 wurde der 35-jährige Cueni Generalsekretär und Geschäftsführer der Interpharma. In dieser Funktion vertrat er die Pharmaindustrie auch in der European Federation of Pharmaceutical Industries and Associations, wo er als Leiter des Economic and Social Policy Committee (ESPC) aktiv war. Er war bis Anfang 2017 bei Interpharma. Von Februar 2017 bis April 2024 war er Generaldirektor des Weltpharmaverbands International Federation of Pharmaceutical Manufacturers and Associations (IFPMA) in Genf.
Cueni wohnt in Basel.

## Wirkung
Cueni ist hervorragend sowohl mit der Schweizer Politik vernetzt als auch mit der europäischen. Er gehörte zu den etwa 220 regelmässigen Besuchern der Wandelhalle, der Vorhalle des Schweizer Parlaments. So sicherte sich Cueni bisher immer einen der begehrten Gästeausweise für die Wandelhalle. In seiner Schweizer Lobbyarbeit galt Cueni als äusserst effektiv. So schreibt Die Zeit: «[…] niemand betreibt ‹diese Grundlagenarbeit› so durchschlagend wie Interpharma[…]», und führt aus: «unter seiner [Cuenis] Ägide hat die Pharmaindustrie keine wichtige Volksabstimmung verloren[…]». Diese Einschätzung Cuenis wird auch vom Tages-Anzeiger geteilt. Er schreibt: «[…] einer der mächtigsten ist Thomas Cueni […]». Auch nach 26 Jahren an der Spitze der Interpharma hängt Cueni der Nimbus des Unbesiegbaren an und zählt zu den Erfolgen Cuenis die im Sinne der Pharmaindustrie ausgefallenen Volksabstimmungen zu Genschutzinitiative, Transplantationsgesetz, Arzneimittelgesetz oder Fortpflanzungsinitiative, die er mit «praller Kriegskasse» und «Cleverness ihres Kampagnenleiters» gewann.
Neben diesen Aktivitäten in der Schweiz war Cueni auch in internationalen Organisationen der Pharmaindustrie tätig. So sass er beispielsweise auch im Steuerungsausschuss der Initiative der Europäischen Union Access to Medicine oder diente als Vorsitzender einer Pharma-Task-Force zur Beantwortung von parlamentarischen Anfragen und beeinflusste so auch europäische Politik.